# 弗兰斯·齐亚·普特罗斯
弗兰斯·齐亚·普特罗斯（阿拉伯语：فرانس بطرس，1993年7月14日—），是一名出生于丹麦的伊拉克职业足球运动员，现效力于泰国甲级足球联赛球会泰港。

## 荣誉

### 俱乐部
域堡
- 丹麦足球甲级联赛冠军：2020–21